# Zygmunt Hołobut
Zygmunt Teodor Hołobut ps. „Bogusław” (ur. 27 października 1873 we Lwowie, zm. ?) – podpułkownik piechoty Wojska Polskiego, doktor praw, sędzia, prokurator.

## Życiorys
Urodził się 27 października 1873 we Lwowie, w rodzinie Michała i Marii z Duszyńskich-Duszak. Kształcił się w C. K. IV Gimnazjum we Lwowie, gdzie w 1892 lub w 1893 zdał egzamin dojrzałości. W tym czasie podjął działalność w działał w tajnych organizacjach niepodległościowych. Jako gimnazjalista od 1890 był zaangażowany w Organizacji Narodowej. Prowadził wówczas kółko dla młodszych o dwa lata kolegów szkolnych. Wraz z innymi organizował obchód rocznicy Konstytucji 3 Maja, uroczystość ku czci Adama Mickiewicza. Współtworzył dwutygodnik „Życie”.
Ukończył studia prawnicze i w okresie zaboru austriackiego w ramach autonomii galicyjskiej wstąpił do c. k. służby sądowniczej. Od ok. 1900 był auskultantem przy C. K. Sądzie Krajowym we Lwowie. Następnie ok. 1903/1904 był auskultantem w C. K. Sądzie Obwodowym w Złoczowie. Po uzyskaniu stopnia doktora praw od ok. 1904 był adjunktem w C. K. Sądzie Powiatowym w Żurawnie. Od ok. 1907 był adjunktem w C. K. Sądzie Powiatowym w Komarnie, a od ok. 1909 sędzią tamże. Od ok. 1911 był zastępcą prokuratora w C. K. Prokuratorii Państwa w Tarnopolu, a od ok. 1912 do 1918 był zastępcą prokuratora w C. K. Prokuratorii Państwa we Lwowie.
W C. K. Armii w rezerwie piechoty został mianowany kadetem z dniem 1 stycznia 1899, później awansowany na podporucznika z dniem 1 stycznia 1901. Był oficerem rezerwowym 95 Galicyjskiego pułku piechoty w Stanisławowie (ok. 1899–1904). Następnie został zweryfikowany w C. K. Obronie Krajowej w stopniu podporucznika piechoty w grupie nieaktywnych z dniem 1 stycznia 1901. Był przydzielony do 33 pułku piechoty Obrony Krajowej w Stryju (ok. 1904–1906).
Po zakończeniu I wojny światowej, jako były oficer armii austriackiej został przyjęty do Wojska Polskiego i zatwierdzony w stopniu majora. W trakcie wojny polsko-ukraińskiej pełnił stanowisko referenta sprawiedliwości w dowództwie Frontu Galicyjsko-Wołyńskiego. Dekretem z 22 maja 1920 został zatwierdzony w stopniu podpułkownika w korpusie sądowym z dniem 1 kwietnia 1920. Następnie został referentem sądowo-prawnym 6 Armii, a 10 sierpnia 1920 powierzono mu czasowe pełnienie obowiązków referenta sądowo-prawnego Frontu Południowego.
1 czerwca 1921 pełnił służbę w Dowództwie Okręgu Generalnego Warszawa, a jego oddziałem macierzystym był 40 Pułk Piechoty. 3 maja 1922 został zweryfikowany w stopniu podpułkownika ze starszeństwem z dniem 1 czerwca 1919 i 232. lokatą w korpusie oficerów piechoty. Od 19 sierpnia do 26 grudnia 1922 sprawował stanowisko dowódcy 40 pułku piechoty we Lwowie. Około 1923 pełnił funkcję zastępcy dowódcy 26 pułku piechoty we Lwowie, a następnie pozostawał oficerem tej jednostki, a w 1925 ponownie był zastępcą dowódcy, przeniesionym służbowo do Oddziału V Sztabu Generalnego. W lipcu 1925 został przeniesiony do 30 pułku piechoty w Warszawie na stanowisko zastępcy dowódcy pułku. Z dniem 1 marca 1927 został mu udzielony dwumiesięczny urlop z zachowaniem uposażenia, a z dniem 30 kwietnia 1927 został przeniesiony w stan spoczynku. W 1934, jako oficer stanu spoczynku pozostawał w ewidencji Powiatowej Komendy Uzupełnień Lwów Miasto. Posiadał przydział do Oficerskiej Kadry Okręgowej Nr X. Był wówczas w grupie oficerów „w dyspozycji dowódcy Okręgu Korpusu Nr X”.
28 kwietnia 1927 został ze stanowiska oficera 30 pp. został mianowany sędzią cywilnego Sądu Okręgowego w Samborze, gdzie pracował w kolejnych latach, a od ok. 1930 do ok. 1934 był wiceprezesem tegoż. Jako wiceprezes SO był wybieramy przewodniczącym okręgowej komisji wyborczej w Samborze w grudniu 1927, we wrześniu 1930.
Był żonaty z Wandą Joanną z Grzymalskich, a ich dziećmi były Wanda Stojałowska (1905–1995), biolog, parazytolog, profesor Akademii Medycznej w Lublinie i Wiesław Hołobut (1907–1988), profesor fizjologii, rektor Akademii Medycznej w Lublinie – oboje pochowani na cmentarzu prawosławnym w Lublinie.

## Ordery i odznaczenia
- Medal Niepodległości (29 grudnia 1933)[53]

- Brązowy Medal Jubileuszowy Pamiątkowy dla Sił Zbrojnych i Żandarmerii (Austro-Węgry, ok. 1900)[23]
- Medal Jubileuszowy Pamiątkowy dla Cywilnych Funkcjonariuszów Państwowych (Austro-Węgry, ok. 1900)[23]
- Krzyż Jubileuszowy dla Cywilnych Funkcjonariuszów Państwowych (Austro-Węgry, przed 1913)[18]